# Nuragus
Nuragus – miejscowość i gmina we Włoszech, w regionie Sardynia, w prowincji Sud Sardynia.
Według danych na rok 2004 gminę zamieszkiwało 1038 osób, 54,6 os./km². Graniczy z Isili, Nurallao, Gesturi, Genoni i Laconi.